# Camponotus brodiei
Camponotus brodiei är en myrart som beskrevs av Horace Donisthorpe 1920. Camponotus brodiei ingår i släktet hästmyror, och familjen myror. Inga underarter finns listade.